# Радио Китай
Радио Китай е основано на 3 декември 1941 година.

## Езици на предаване
Радио Китай предава на следните езици:
| албански английски арабски беларуски бенгалски бирмански български виетнамски гръцки датски есперанто естонски иврит исландски | индонезийски испански италиански казахски китайски (мандарински) корейски кхмерски лаоски литовски малайски монголски немски непалски | нидерландски норвежки персийски полски португалски пущу румънски руски синхалски сръбски суахили тайски тамилски тибетски | турски уйгурски украински унгарски урду филипински финландски френски хауса хинди хърватски чешки шведски японски |